# Дюнгенхайм
Дюнгенхайм (нем. Düngenheim) — община в Германии, в земле Рейнланд-Пфальц. 
Входит в состав района Кохем-Целль. Подчиняется управлению Кайзерзеш.  Население составляет 1292 человека (на 31 декабря 2010 года). Занимает площадь 9,31 км².